# Боб на Зимским олимпијским играма 2018.
Такмичења у бобу на Зимским олимпијским играма 2018. у Пјонгчангу одржаће се између 18. и 25. фебруара 2018. на леденој стази санкашконг центра Алпензија. Медаље се додељују у три дисциплине. Биће ово двадесет друго појављивање боба на ЗОИ.

## Сатница
Распоред и сатница такмичења:
| Датум       | Време       | Дисциплина                              |
| ----------- | ----------- | --------------------------------------- |
| 18. фебруар | 20:05-22:45 | Мушки двосед, прва и друга вожња        |
| 19. фебруар | 20:15-23:00 | Мушки двосед, трећа и четврта вожња     |
| 20. фебруар | 20:50-22:45 | Женски двосед, прва и друга вожња       |
| 21. фебруар | 20:40-23:00 | Женски двосед, трећа и четврта вожња    |
| 24. фебруар | 9:30-12:00  | Мушки четворосед, прва и друга вожња    |
| 25. фебруар | 9:30-12:30  | Мушки четворосед, трећа и четврта вожња |

Напомена: комплетна сатница је по локалном времену (УТЦ+9)

## Учесници и систем квалификација
На олимпијском турниру у скелетону учествује укупно 170 такмичара, 130 у мушкој и 40 у женској категорији. Систем квалификација заснива се на пласману на светским ранг листама закључно са 18. јануаром 2018.
Двадесет две државе такмичиће се у бобу.
- Аустралија (4)
- Аустрија (12)
- Белгија (4)
- Бразил (4)
- Италија (4)
- Јамајка (2)
- Јужна Кореја (6)
- Канада (18)
- Кина (6)
- Летонија (8)
- Монако (2)
- Немачка (18)
- Нигерија (2)
- Пољска (4)
- Румунија (7)
- Олимпијски спортисти из Русије (10)
- Сједињене Америчке Државе (16)
- Уједињено Краљевство (10)
- Француска (5)
- Хрватска (4)
- Чешка (8)
- Швајцарска (10)

## Освајачи медаља
| Дисциплине              |                                                                                         | Резултат | | Резултат      |                                             | Резултат      |
|                         |                                                                                         |          | |               |                                             |               |
| Мушки двосед детаљи     | Канада · Џастин Крипс · Александар Копач · Немачка · Франческо Фридрих · Торстен Маргис | 3:16.86  | Није додељена | Није додељена | Летонија · Оскарс Мелбардис · Јанис Стренга | 3:16.91       |
|                         |                                                                                         |          | |               |                                             |               |
| Мушки четворосед детаљи | Немачка · Франческо Фридрих · Канди Бауер · Мартин Гроткоп · Торстен Маргис             | 3:15.85  | Немачка · Нико Валтер · Кевин Куске · Александер Редигер · Ерик Франке · Јужна Кореја · Вон Јун-Чон · Чон Џон-Лин · Со Јон-У · Ким Дон-Хјон | 3:16.91       | Није додељена                               | Није додељена |
|                         |                                                                                         |          | |               |                                             |               |
| Женски двосед детаљи    | Немачка · Маријама Јаманка · Лиза Буквиц                                                | 3:22.45  | Сједињене Америчке Државе · Елана Мајерс · Лорен Гибс                                                                                       | 3:22.52       | Канада · Кејли Хамфрис · Филисија Џорџ      | 3:22.89       |

## Биланс медаља
*   Домаћин ( Јужна Кореја)
| Позиција   | Држава                    | Злато | Сребро | Бронза | Укупно |
| ---------- | ------------------------- | ----- | ------ | ------ | ------ |
| 1          | Немачка                   | 3     | 1      | 0      | 4      |
| 2          | Канада                    | 1     | 0      | 1      | 2      |
| 3          | Сједињене Америчке Државе | 0     | 1      | 0      | 1      |
| 3          | Јужна Кореја*             | 0     | 1      | 0      | 1      |
| 5          | Летонија                  | 0     | 0      | 1      | 1      |
| Укупно (5) | Укупно (5)                | 4     | 3      | 2      | 9      |